# Акулов, Николай Петрович
Николай Петрович Акулов (30 апреля [12 мая] 1811 — 10 [22] апреля 1865) — контр-адмирал (1858) российского флота, участник Русско-турецкой войны 1828—1829 годов и Крымской войны.

## Биография
Родился 30 апреля (12 мая) 1811 года. Его братья: Александр — капитан 1-го ранга; Владимир — капитан 2-го ранга; Дмитрий — лейтенант.
В 1829 году окончил Морской кадетский корпус.
Служил на Черноморском и Балтийском флотах. Капитан-лейтенант с 1839 года, капитан 2-го ранга с 1848 года, капитан 1-го ранга с 1852 года, контр-адмирал с 1858 года.
Принимал участие в Русско-турецкой войне 1828—1829 годов и Крымской войне. С 1837 года командовал кораблями Балтийского флота: в 1837—1838 годах люгером «Петергоф», в 1839—1842 годах люгером «Ораниенбаум», затем паровыми судами «Ижора», «Геркулес», «Богатырь» и «Олаф», с 1854 года — командир шхерной гребной флотилии и батальона канонерских лодок, с 1860 года — младший флагман Балтийского флота.
В звании капитана 1-го ранга 26 ноября 1855 года за выслугу 25 лет был награждён орденом Святого Георгия IV-й степени. 22 сентября 1856 года «за 25-летнюю службу и бытность в походах против неприятеля» награжден орденом Св. Владимира IV степени с бантом. 
С 4 февраля 1848 года — действительный член Русского географического общества.
Умер 10 (22) апреля 1865 года в Санкт-Петербурге. Похоронен на Смоленском православном кладбище.